# 短棘菱鯛
短棘菱鯛為輻鰭魚綱鱸形目羊魴科的其中一種，分布於西大西洋區，從美國新澤西州至巴西北部海域，棲息深度115-585公尺，體背部為粉紅色，腹部為銀色，背鰭硬棘8-9枚、背鰭軟條27-28枚，臀鰭硬棘3枚、臀鰭軟條24-27枚，體長可達15公分，可作為食用魚。